# Lazio Rom
Die Società Sportiva Lazio, kurz S.S. Lazio oder einfach Lazio, im deutschsprachigen Raum bekannt als Lazio Rom, ist ein 1900 gegründeter Sportverein aus der italienischen Hauptstadt Rom.
Bekannt ist Lazio Rom vor allem durch seine Fußballabteilung. Weitere Bezeichnungen sind Le Aquile („Die Adler“) und I Biancocelesti („Die Weiß-Himmelblauen“).
Die Società Sportiva Lazio ist siebenfacher Italienischer Pokalsieger, zweifacher Italienischer Meister, fünffacher Italienischer Supercupsieger sowie einmaliger Gewinner des Europapokals der Pokalsieger und des UEFA Super Cups.
Lazio Rom, benannt nach der italienischen Bezeichnung der Region Latium, ist einer von drei an der Borsa Italiana notierten italienischen Fußballklubs. Heimspielstätte des Sportvereins ist das Olympiastadion, das man sich mit dem Lokalrivalen AS Rom teilt.

## Geschichte
Lazio Rom wurde am 9. Januar 1900 von Luigi Bigiarelli gegründet. Große Erfolge blieben zunächst selten. 1958 gewann man den italienischen Pokal. In der Saison 1973/74 errang Lazio mit Trainer Tommaso Maestrelli das erste Mal die italienische Meisterschaft.

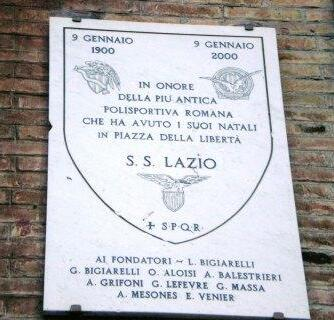
Gedenktafel zum 100. Jahrestag der Gründung der Società Sportiva Lazio auf der Piazza della Libertà

Am Ende der Saison 1979/80 wurde der Klub im Sog eines Wettskandals zusammen mit der AC Mailand in die Serie B zwangsversetzt. Nach drei Spielzeiten gelang zwar der Wiederaufstieg, doch schon 1984/85 musste Lazio als Tabellenletzter erneut den Gang in die Serie B antreten. Es dauerte bis zur Saison 1988/89, dass Lazio wieder erstklassig spielte.
Ab der Saison 1992/93 setzte sich Lazio unter den Spitzenmannschaften der Serie A fest und die nächsten Spielzeiten beendete man nie schlechter als auf Rang fünf. 1997 übernahm der Schwede Sven-Göran Eriksson den Trainerposten bei Lazio Rom. Seine erste Saison, die Spielzeit 1997/98, schloss man auf dem siebten Tabellenplatz ab und man gewann die Coppa Italia. Außerdem erreichte Lazio im UEFA-Pokal das Finale, wo sich die Biancocelesti Inter Mailand mit 0:3 geschlagen geben mussten.
In der Saison 1998/99 investierte der Verein die damals enorme Summe von umgerechnet insgesamt 126,4 Millionen Euro in neue Spieler. Christian Vieri, Marcelo Salas, Siniša Mihajlović und Dejan Stanković waren nur einige der namhaften Neuverpflichtungen dieser Saison. Der Erfolg gab der Vereinsführung aber zunächst Recht, denn mit einem 2:1-Sieg über den RCD Mallorca gewann Lazio unter dem schwedischen Trainer Sven-Göran Eriksson den Europapokal der Pokalsieger 1998/99, was zugleich den größten Erfolg der bisherigen Vereinsgeschichte bedeutet. Mit einem 1:0-Erfolg über Champions-League-Sieger Manchester United sicherte sich Lazio außerdem den UEFA Super Cup.
Nach dem Double, bestehend aus Meistertitel und Pokalsieg im Jahre 2000, kam Lazio aufgrund millionenschwerer Spielertransfers ihres damaligen Vereinspräsidenten Sergio Cragnotti in finanzielle Schwierigkeiten, obwohl zu Beginn der Saison Stürmer Christian Vieri für die damalige Rekordsumme von 45 Mio. Euro an Inter Mailand verkauft worden war.
In der Saison 2000/01 wurden dennoch 77,7 Mio. Euro in neue Spieler investiert, darunter die Rekordablösesumme von 55 Mio. Euro für den Argentinier Hernán Crespo. Auch Angelo Peruzzi, der die nächsten Jahre das Tor von Lazio hütete, wurde in dieser Saison verpflichtet. Zur Saison 2001/02 wurden Leistungsträger wie Juan Sebastián Verón, Pavel Nedvěd und Marcelo Salas für insgesamt über 100 Mio. Euro abgegeben, aber für eine noch höhere Summe wurden neue Spieler verpflichtet: Jaap Stam für fast 26 Mio. Euro, Stefano Fiore für 25 Mio. Euro und vom spanischen Verein FC Valencia Mittelfeldspieler Gaizka Mendieta für 48 Mio. Euro. Mendieta konnte die in ihn gesteckten Erwartungen allerdings nicht erfüllen.
Über die Jahre hinweg hatte sich Lazio durch seine fußballerische Rivalität mit der AS Rom und im Streben um die Vorherrschaft in der Stadt mit immer teureren Spielereinkäufen an den Rande des Ruins getrieben. Schon 2002/03 war der Verein durch die massiven Schulden gezwungen, wichtige Spieler zu verkaufen: Alessandro Nesta für 30 Mio. Euro zur AC Mailand und Hernán Crespo für 36 Mio. Euro zu Inter Mailand. Dennoch wurde 2003/04 erneut der italienische Pokal gewonnen. Doch auch 2004/05 mussten mit Jaap Stam (10,5 Mio. Euro, AC Mailand) und Stefano Fiore (17 Mio. Euro, FC Valencia) weitere Schlüsselspieler verkauft werden.

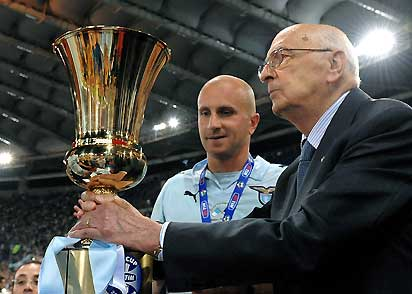
Staatspräsident Giorgio Napolitano überreicht Lazio-Kapitän Rocchi die Coppa Italia (2009)

Wie Juventus Turin war auch Lazio in den Manipulationsskandal in der Serie A rund um Luciano Moggi verwickelt, der 2006 bekannt wurde. Als Strafe wurde gegen Lazio zunächst der Abstieg in die Serie B (zweithöchste Spielklasse) und der Abzug von sieben Punkten für die Saison 2006/07 verhängt. Lazio ging gegen dieses Urteil zweimal erfolgreich in Revision: Im ersten Revisionsurteil wurde der Zwangsabstieg in einen 11-Punkte-Abzug abgemildert, im zweiten Urteil wurden diese elf Zähler nochmals auf drei Punkte reduziert.
Sportlich gesehen waren die letzten Jahre für Lazio ein stetes Auf und Ab: Die Saison 2006/07 schloss man unter Trainer Delio Rossi trotz Punkteabzug als Tabellendritter ab und erreichte damit die Champions-League-Qualifikation. In dieser setzte Lazio sich gegen Dinamo Bukarest durch und qualifizierte sich für den Hauptbewerb, in welchem man hinter Real Madrid, Olympiakos Piräus und Werder Bremen aber nur Gruppenletzter wurde. In der Liga lief es in den folgenden Jahren ebenfalls relativ enttäuschend und Lazio kam nie über einen Platz im Tabellenmittelfeld hinaus. Mit einem Sieg im Elfmeterschießen über Sampdoria Genua wurde 2008/09 zum fünften Mal der italienische Pokal gewonnen.
In der Saison 2010/11 erreichte Lazio Platz fünf und qualifizierte sich mit zwei Siegen von 6:0 und 3:1 gegen Rabotnički Skopje für die UEFA Europa League 2011/12. Dort wurde man mit Sporting Lissabon, dem FC Vaslui und dem FC Zürich der Gruppe D zugelost, wo man mit neun Punkten den zweiten Platz erreichte. Das Sechzehntelfinale gegen den späteren Sieger Atlético Madrid verlor man mit zwei Niederlagen von 1:3 und 0:1 deutlich. In der Coppa Italia erreichte Lazio das Viertelfinale, das man mit 1:3 gegen den AC Mailand verlor.
Die Saison 2011/12 beendete Lazio auf dem vierten Platz, damit war man erneut zur Teilnahme an der Europa-League-Qualifikation berechtigt. Dort schaltete man den NŠ Mura mit 2:0 und 3:1 aus und nahm mit Tottenham Hotspur, Panathinaikos Athen und dem NK Maribor in Gruppe J Platz. Mit zwölf Punkten wurden die Biancocelesti Gruppensieger und bewiesen sowohl in der K.O.-Runde der Europa League als auch in der Coppa Italia ein ordentliches Durchhaltevermögen. In Letzterem schaltete man Juventus nach einem 1:1 im Hinspiel mit 2:1 im Rückspiel aus und zog somit ins Finale ein. Dort gewann man im Derby della Capitale gegen die AS Rom mit 1:0 und holte den sechsten Pokalsieg. In der Europa League setzte sich der Klub gegen Borussia Mönchengladbach (3:3 im Hinspiel, 2:0 im Rückspiel) und den VfB Stuttgart (2:0 und 3:1) durch. Im Viertelfinale gegen Fenerbahçe Istanbul unterlag Lazio im Hinspiel in der Türkei mit 0:2, das Rückspiel endete 1:1.
Die Saison 2012/13 beendete Lazio unter Trainer Vladimir Petković auf Rang sieben, die Teilnahme an der UEFA Europa League 2013/14 war aber durch den Pokalsieg gesichert. Zum Saisonauftakt gab es ein 0:4-Debakel im Supercup gegen Juventus. In der Europa League setzte sich Lazio mit zwölf Punkten in Gruppe J gegen Apollon Limassol und Legia Warschau durch. Den Gruppensieg musste man Trabzonspor überlassen. In der Coppa Italia musste sich Lazio im Viertelfinale mit 0:1 gegen den SSC Neapel geschlagen geben. Anschließend war im Sechzehntelfinale auch in der Europa League Schluss. Gegen Ludogorez Rasgrad verlor man im Hinspiel mit 0:1 und kam im Rückspiel – trotz zwischenzeitlicher 2:1-Führung im Gesamtscore – nicht über ein 3:3 hinaus. Die Saison 2013/14 endete für Lazio auf einem verhältnismäßig enttäuschenden neunten Platz am 4. Januar 2014 war Trainer Petković durch Edoardo Reja ersetzt worden.
Am 1. Juli 2014 wurde Stefano Pioli neuer Lazio-Trainer. Die Saison 2014/15 schloss man als unterlegener Pokalfinalist (1:2 gegen Juventus) und auf dem dritten Tabellenplatz ab und sicherte sich somit die Möglichkeit zur Qualifikation für die UEFA Champions League 2015/16. Diese misslang jedoch, da man trotz 1:0-Hinspielsieg gegen Bayer Leverkusen im Rückspiel mit 0:3 verlor. Immerhin durfte Lazio in der Europa League mitspielen und erreichte in Gruppe G gegen die AS Saint-Étienne, den FK Dnipro und Rosenborg Trondheim 14 Punkte und den ersten Platz. In der Coppa Italia scheiterte man im Viertelfinale einmal mehr an Juventus mit 0:1. In der Europa League setzte sich Lazio im Sechzehntelfinale gegen Galatasaray Istanbul durch, nachdem man im Hinspiel mit 1:1 unentschieden spielte und im Rückspiel mit 3:1 gewonnen hatte. Auch das Achtelfinal-Hinspiel gegen Sparta Prag endete mit einem 1:1. Diesmal ging aber das Rückspiel mit 0:3 verloren.
Lazio wurde in der Saison 2015/16 nur Achter der Serie A und verpasste damit erneut das europäische Geschäft. Auch den Supercup gegen Juventus unterlag man mit 0:2. Am 3. April 2016 wurde Trainer Pioli entlassen. Sein Amt übernahm interimsweise Simone Inzaghi. Nach einem wenige Tage dauernden Intermezzo des Argentiniers Marcelo Bielsa als Lazios Cheftrainer Anfang Juli 2016 wurde Inzaghi am 8. Juli 2016 zum Trainer befördert und die Biancocelesti erreichten in der anschließenden Saison erneut das Finale der Coppa Italia. Dabei gelangen auch kleinere Achtungserfolge, so schlug man Inter Mailand mit 2:1 und gegen die AS Rom gewann man das Hinspiel mit 2:0, verlor aber auch mit 2:3 im Rückspiel. Erneut war Juventus der Endspielgegner für Lazio, das mit 0:2 zum dritten Mal in Folge gegen den Rekordmeister unterlag. Zum Auftakt in die Saison 2017/18 gelang Lazio die Revanche im Supercup. Dort schlug man Juventus in einem denkwürdigen Spiel mit 3:2. Lazio führte mit 2:0, anschließend glich Juventus in der Schlussphase aus. Alessandro Murgia erzielte in der 94. Minute den Siegtreffer und sicherte so den vierten Supercuptitel für Lazio.
Nachdem man in der Saison 2016/17 den fünften Platz erreicht hatte, war Lazio zur Teilnahme an der UEFA Europa League 2017/18 berechtigt. In Gruppe K traf der Klub auf die OGC Nizza, den SV Zulte Waregem und Vitesse Arnheim. Mit 13 Punkten erreichte man den Gruppensieg und traf im Sechzehntelfinale auf Steaua Bukarest. Nach einer 0:1-Niederlage im Hinspiel gewann Lazio das Rückspiel mit 5:1 deutlich. Auch im Achtelfinale setzte man sich gegen Dynamo Kiew durch. Auf ein 2:2 im Hinspiel folgte ein 2:0-Auswärtssieg. Im Viertelfinale traf man auf Red Bull Salzburg, gegen das man im Hinspiel mit 4:2 gewann. Das Rückspiel verlor Lazio jedoch mit 1:4 noch so hoch, dass man ausschied. In der Coppa Italia spielte man im Halbfinale gegen die AC Mailand zweimal 0:0. Lazio verlor jedoch im Elfmeterschießen gegen die Rossoneri.
Am 38. Spieltag kam es zum Duell zwischen Lazio und Inter Mailand. Um an der UEFA Champions League 2018/19 teilnehmen zu können, musste Lazio zumindest unentschieden spielen. Aufgrund eines späten Doppelschlags von Inter verloren die Biancocelesti die Partie mit 2:3. Die Nerazzurri zogen von den Punkten her gleich, überholten Lazio aber aufgrund des direkten Vergleichs. Am Ende stand dem Hauptstadtklub nur Platz fünf und damit lediglich die Teilnahme an der UEFA Europa League 2018/19 zu Buche. In Gruppe H traf man auf Eintracht Frankfurt, Apollon Limassol und Olympique Marseille. Lazio verlor drei der sechs Gruppenspiele. Allerdings reichten neun Punkte am Ende für den zweiten Platz, wobei im anschließenden Sechzehntelfinale gegen den FC Sevilla ausschied. Das Hinspiel verlor Lazio mit 0:1, die Niederlage im Rückspiel fiel mit 0:2 noch höher aus. Nachdem man in der Coppa Italia sowohl Inter (1:1, 4:3 n. E.) als auch Milan (0:0/1:0) ausgeschaltet hatte, stand Lazio gegen Atalanta Bergamo im Finale. Die Partie wurde mit 2:0 gewonnen und damit der siebte Pokaltitel gesichert. Auch den Supercup gewann Lazio im Dezember mit einem 3:1-Sieg gegen Juventus zum fünften Mal in der Vereinsgeschichte.
Am Ende der Saison 2018/19 stand Lazio unter Inzaghi auf Platz acht der Serie A und war durch den Pokalsieg in der UEFA Europa League 2019/20 startberechtigt. Erstmals seit der Einführung des Wettbewerbs im Jahr 2009 kam Lazio nicht über die Gruppenphase hinaus. In Gruppe E belegte man hinter Celtic Glasgow sowie dem CFR Cluj und vor Stade Rennes mit sechs Punkten den dritten Platz. In der Coppa Italia war für Lazio erstmals seit 2015 wieder im Viertelfinale Endstation, diesmal mit einem 0:1 gegen den SSC Neapel.
In der Saison 2019/20 erkämpfte sich Lazio unter Simone Inzaghi den vierten Platz in der Serie A und damit die erste Teilnahme an der Champions League seit 14 Jahren. Hier beendete Lazio die Gruppenphase als einziger Teilnehmer der Gruppe F ungeschlagen. Mit zehn Punkten belegte man den zweiten Platz hinter Borussia Dortmund und vor dem FC Brügge sowie Zenit St. Petersburg. Im neuen Jahr gab es aber sowohl in der Coppa Italia als auch in der Champions League kein Weiterkommen. Im Viertelfinale des Pokals verlor man mit 2:3 gegen Atalanta Bergamo, im Achtelfinale der Königsklasse unterlag man doppelt mit 1:4 und 1:2 gegen den FC Bayern München.
Die Saison 2020/21 endete für Lazio in der Meisterschaft auf Platz sechs. Erneut startete man in der Europa League, wo man der Gruppe E zugelost wurde. Hier traf Lazio auf Galatasaray Istanbul, Olympique Marseille und Lokomotive Moskau. Neun Punkte reichten für den zweiten Platz. Erneut war zum Auftakt ins neue Jahr neben der Europa League auch die Coppa Italia bald beendet. Im Viertelfinale des Cups gab es eine 0:4-Niederlage gegen den AC Mailand, das Sechzehntelfinale der Europa League wurde gegen den FC Porto verloren. Auf eine 1:2-Niederlage im Hinspiel folgte ein 2:2-Remis.
Am 2. Juni 2021 verließ Simone Inzaghi Lazio Rom und wurde Trainer von Inter Mailand. Sein Nachfolger wurde Maurizio Sarri, der den Klub in der Saison 2021/22 auf den fünften Platz in der Serie A führte und damit die nächste Europa-League-Teilnahme erreichte. In der Gruppe F mit Feyenoord Rotterdam, dem FC Midtjylland und dem SK Sturm Graz erreichten alle Teilnehmer je acht Punkte. Aufgrund der Tordifferenz wurde Lazio Gruppendritter und wechselte zum ersten Mal in der Vereinsgeschichte in die UEFA Europa Conference League. Im Sechzehntelfinale siegte man hier über den CFR Cluj mit 1:0 im Hin- und 0:0 im Rückspiel. Im Achtelfinale unterlag man jedoch AZ Alkmaar nach doppelter 1:2-Niederlage. In der Coppa Italia schied Lazio im Viertelfinale mit 0:1 gegen Juventus Turin aus.
Die Saison 2022/23 beendete Lazio unter Sarri als Vizemeister mit 16 Zählern Rückstand auf den Meister SSC Neapel und qualifizierte sich für die nächste Champions-League-Teilnahme. In Gruppe E erreichte man vor Atlético Madrid und hinter Feyenoord Rotterdam sowie Celtic Glasgow mit zehn Punkten den zweiten Platz. Im Achtelfinale traf man wie schon drei Jahre zuvor auf den FC Bayern München. Nach einem überraschenden 1:0-Hinspielsieg musste man sich im Rückspiel in der Allianz Arena mit 0:3 geschlagen geben. Als Vizemeister durfte Lazio im ersten Supercup mit vier Mannschaften teilnehmen. Jedoch verlor man im Halbfinale mit 0:3 gegen Inter Mailand. Ebenfalls im Halbfinale verlor Lazio in der Coppa Italia gegen Juventus. Nach einer 0:2-Niederlage im Hinspiel siegten die Biancocelesti mit 2:1, was nicht für den Einzug ins Finale genügte.
Am 13. März 2024 wurde Sarri als Lazio-Trainer entlassen. Wenige Tage später wurde Igor Tudor sein Nachfolger, der den Klub am Saisonende allerdings wieder verließ. Seit 1. Juli 2024 wird Lazio Rom von Marco Baroni trainiert. Marco Baroni trat nach der Saison aus persönlichen Gründen zurück und zur Saison 2025/2026 übernimmt Rückkehrer Maurizio Sarri zum zweiten Mal in seiner Trainerkarriere das Amt des Cheftrainers bei Lazio Rom. 

## Spiel- und Trainingsstätten

### Historische Spielstätten
Erste Spielstätte war von 1900 bis 1905 der Campo di Piazza d'Armi. Es folgten von 1905 bis 1913 der Parco dei Daini, von 1913 bis 1931 der Campo della Farnesina und von 1931 bis 1953 das Stadio Nazionale del PNF.

### Stadion

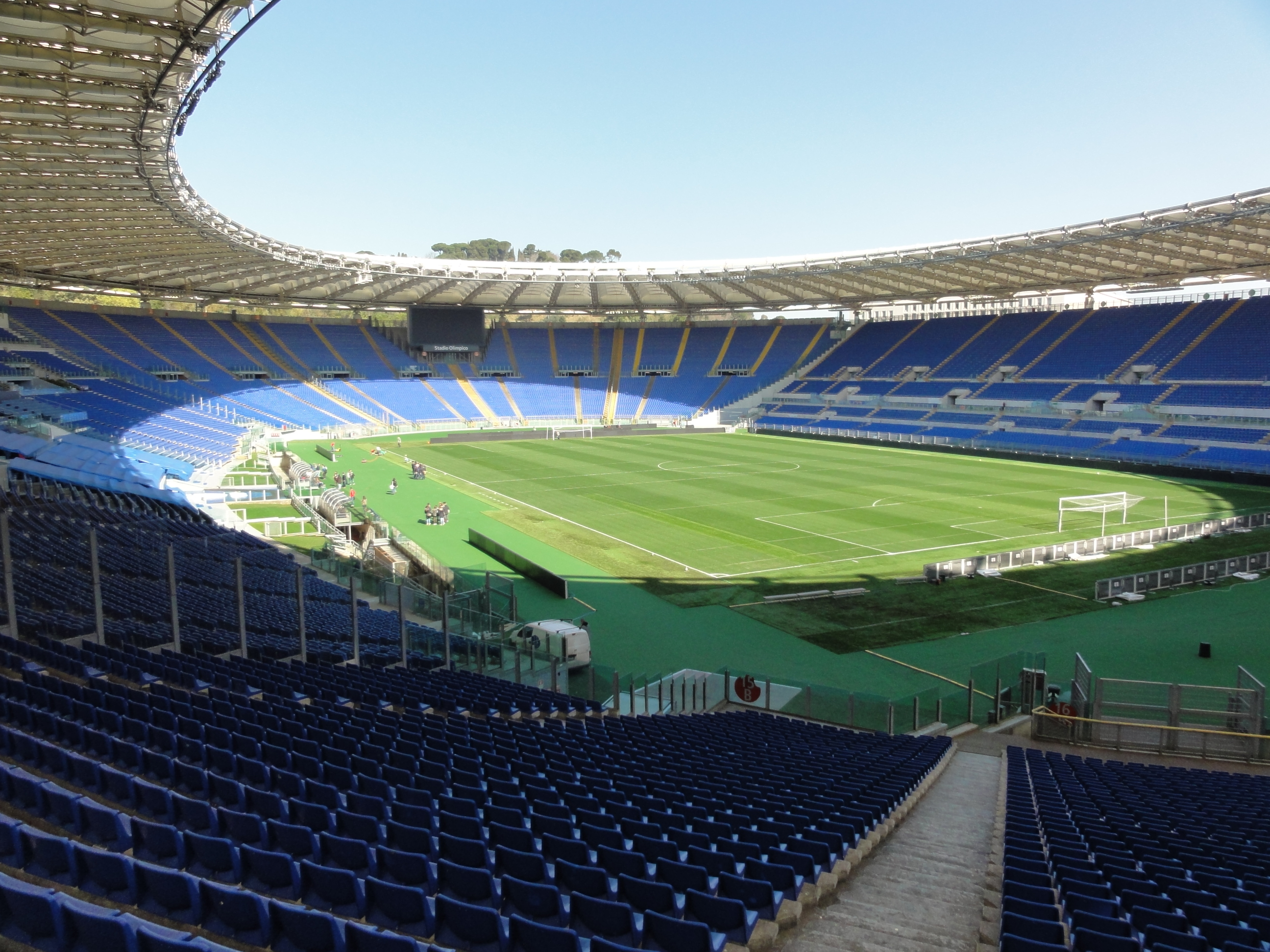
Stadio Olimpico

Seit 1953 trägt Lazio Rom seine Heimspiele im Stadio Olimpico aus. Das Multifunktionsstadion wurde von 1927 bis 1932 als Teil des Foro Italico erbaut und diente seither als Austragungsstätte zahlreicher Sportgroßveranstaltungen wie etwa den Olympischen Sommerspielen 1960, den Leichtathletik-Weltmeisterschaften 1987, den Fußball-Europameisterschaften 1968 und 1980, der Fußball-Weltmeisterschaft 1990, sowie bis dato fünf Europapokal-Endspielen. Seit 2008 findet das jährliche Coppa-Italia-Finalspiel im Olimpico statt.
Das Stadio Olimpico ist vom europäischen Fußballverband UEFA in die Kategorie 4 (Elitestadion) eingeordnet und zählt mit aktuell über 70.000 Zuschauerplätzen zu den größten Europas.

## Fans und Anhänger

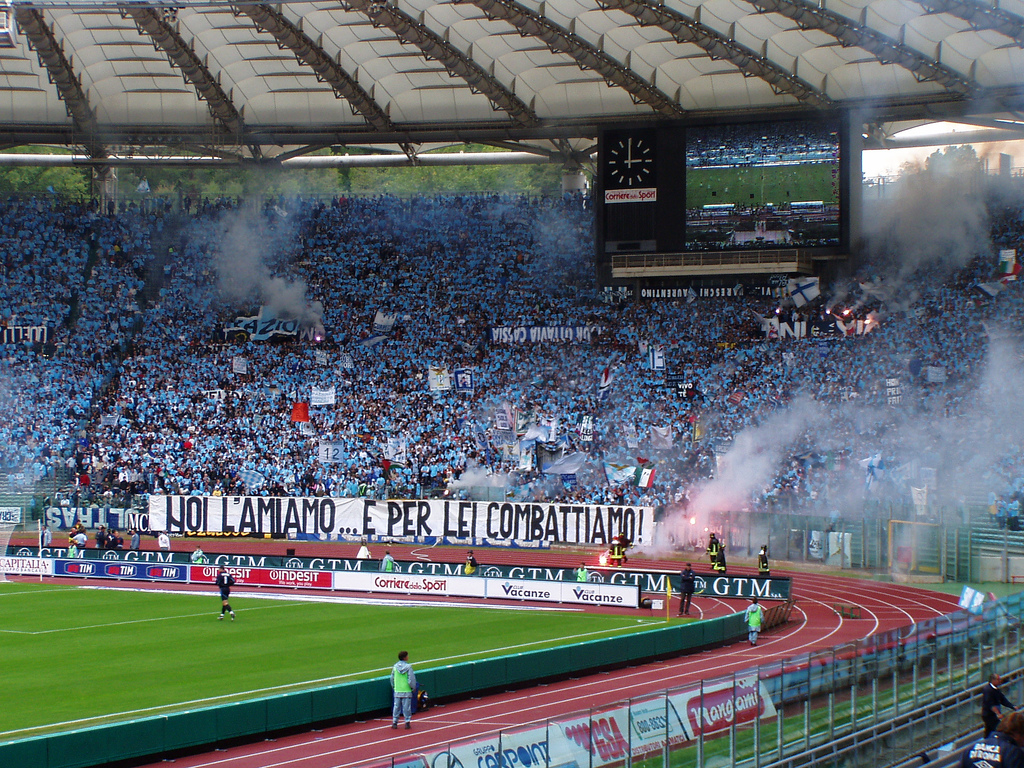
Lazio-Fans in der Curva Nord des Olympiastadions (2007)

Insbesondere bei Heimspielen im Derby gegen den Lokalrivalen AS Rom zeigten sich in der Vergangenheit Ultra-Gruppierungen von Lazio Rom (Curva Nord) des Öfteren gewaltbereit. So kam es wiederholt zu gewalttätigen Auseinandersetzungen. Lazio wurde vom italienischen Verband deswegen schon mehrfach mit Platzsperren oder Spielen unter Ausschluss der Öffentlichkeit bestraft. Ein Problem stellte bis zu ihrer Auflösung die Ultragruppierung Irriducibili Lazio dar, die sich offen zum Faschismus bekannte und dementsprechend rassistisch und antisemitisch agierte. So waren bei Heim- sowie auch Auswärtsspielen oft Flaggen und Fahnen mit dem Hakenkreuz oder anderen faschistischen Symbolen zu sehen. Die Gruppe verlor hauptsächlich durch ihre ausgedehnten kommerziellen Tätigkeiten, wie den Verkauf einer breiten Palette an Merchandise, zunehmend den Rückhalt innerhalb der Kurve. Die Führungsposition wechselte an die landesweit angesehene Banda Noantri. Teile der Lazio-Ultras gelten nach wie vor als politisch rechts bis rechtsextrem.

### Rivalitäten

#### AS Rom
Lazio Rom ist Teil eines der bekanntesten Fußballderbys der Welt, dem Derby della Capitale (deutsch Hauptstadt-Derby), auch Derby di Roma, Derby Capitolino oder Derby del Cupolone, das Stadtderby gegen die AS Rom. Das erste Aufeinandertreffen der beiden Klubs fand am 8. Dezember 1929 in der Serie A statt.
Das Derby erhält seine besondere Brisanz durch die Fan-Rivalität der beiden römischen Vereine. Dies hat auch historische und politische Gründe: Der Geburtsort der Roma liegt im politisch linken Arbeiterviertel Testaccio im Süden von Rom, während Lazio im politisch rechten, wohlhabenden Parioli im Norden Roms beheimatet ist.

## Ausrüster und Sponsoren
Ausrüster ist seit 2022 der japanische Sportartikelhersteller Mizuno, der Vertrag läuft bis 2027.
1981 schloss Lazio Rom einen Werbevertrag mit Tonini, die ihren Schriftzug auf den Trikots platzierten. Es folgten Seleco (1982–1984), Castor (1984–1986), Cassa di Risparmio di Roma (1986–1991), Banco di Santo Spirito (1991–1992), Banca di Roma (1992–1996), Cirio (1996–2000), Del Monte Foods (1998–1999), Stream (1999–2000), Siemens (2000–2003), Indesit (2003–2004), Parmacotto (2003–2005), INA Assitalia (2005–2007), Edileuropa (2007–2008), Groupama/Region Latium (2008–2009), Edileuropa/Paideia (2009), Paideia (2014), Seleco (2017–2018), Marathonbet (2018–2019) und Binance (2021–2023).

## Daten und Fakten

### Vereinserfolge

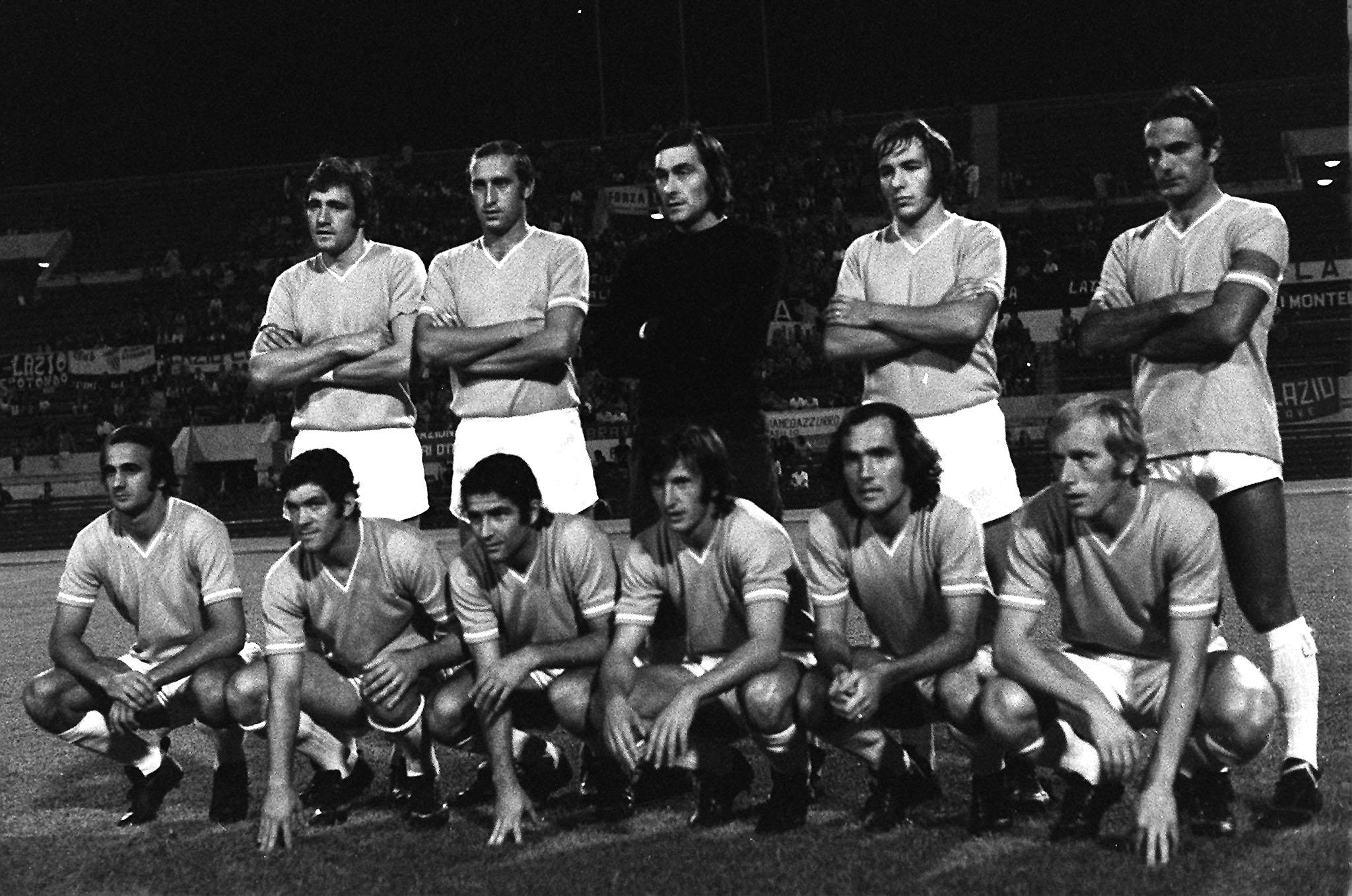
Meistermannschaft der S.S. Lazio im Jahr 1974

| National                    | Titel | Saison                                                       |
| --------------------------- | ----- | ------------------------------------------------------------ |
| Italienische Meisterschaft  | 2     | 1973/74, 1999/2000                                           |
| Italienischer Pokal         | 7     | 1958, 1997/98, 1999/2000, 2003/04, 2008/09, 2012/13, 2018/19 |
| Italienischer Supercup      | 5     | 1998, 2000, 2009, 2017, 2019                                 |
| International               | Titel | Saison                                                       |
| Europapokal der Pokalsieger | 1     | 1998/99                                                      |
| UEFA Super Cup              | 1     | 1999                                                         |
| Coppa delle Alpi            | 1     | 1971                                                         |

#### Erfolge der Jugendmannschaften
- Italienische Primavera-Meisterschaft: 1976, 1987, 1995, 2001, 2013
- Italienischer Primavera-Pokal: 1979, 2014, 2015
- Supercoppa Primavera: 2014

### Personal

#### Kader der Saison 2024/25
Stand: 27. Mai 2025
| Nr.               | Nat.         | Name                 | Geburtsdatum       | im Verein seit | Vertrag bis |          |
| Torhüter          | Torhüter     | Torhüter             | Torhüter           | Torhüter       | Torhüter    | Torhüter |
| ----------------- | ------------ | -------------------- | ------------------ | -------------- | ----------- | -------- |
| 35                | Griechenland | Christos Mandas      | 17. September 2001 | 2023           | 2029        |          |
| 55                | Italien      | Alessio Furlanetto   | 7. Februar 2002    | 2016           | 2028        |          |
| 59                | Italien      | Davide Renzetti      | 9. Juni 2006       | 2024           | 2027        |          |
| 94                | Italien      | Ivan Provedel        | 17. März 1994      | 2022           | 2027        |          |
| Abwehrspieler     |              |                      |                    |                |             |          |
| 02                | Frankreich   | Samuel Gigot         | 12. Oktober 1993   | 2024           | 2025        |          |
| 03                | Italien      | Luca Pellegrini      | 7. März 1999       | 2023           | 2025        |          |
| 04                | Spanien      | Patric               | 17. April 1993     | 2015           | 2027        |          |
| 13                | Italien      | Alessio Romagnoli    | 12. Januar 1995    | 2022           | 2027        |          |
| 23                | Albanien     | Elseid Hysaj         | 2. Februar 1994    | 2021           | 2026        |          |
| 25                | Danemark     | Oliver Provstgaard   | 4. Juni 2003       | 2025           | 2029        |          |
| 30                | Portugal     | Nuno Tavares         | 26. Januar 2000    | 2024           | 2025        |          |
| 34                | Spanien      | Mario Gila           | 29. August 2000    | 2022           | 2027        |          |
| 58                | Italien      | Alessandro Milani    | 14. Juni 2005      | 2022           | 2027        |          |
| 63                | Italien      | Matteo Zazza         | 8. Juli 2005       | 2023           |             |          |
| 76                | Brasilien    | Filipe Bordon        | 24. Juni 2005      | 2024           | 2028        |          |
| 77                | Montenegro   | Adam Marušić         | 17. Oktober 1992   | 2017           | 2026        |          |
| Mittelfeldspieler |              |                      |                    |                |             |          |
| 05                | Uruguay      | Matías Vecino        | 24. August 1991    | 2022           | 2025        |          |
| 06                | Italien      | Nicolò Rovella       | 4. Dezember 2001   | 2023           | 2025        |          |
| 07                | Nigeria      | Fisayo Dele-Bashiru  | 6. Februar 2001    | 2024           | 2025        |          |
| 08                | Frankreich   | Mattéo Guendouzi     | 14. April 1999     | 2023           | 2028        |          |
| 10                | Italien      | Mattia Zaccagni      | 16. Juni 1995      | 2022           | 2029        |          |
| 21                | Marokko      | Reda Belahyane       | 1. Juni 2004       | 2025           | 2029        |          |
| 26                | Kroatien     | Toma Bašić           | 25. November 1996  | 2021           | 2026        |          |
| 27                | Deutschland  | Arijon Ibrahimović   | 11. Dezember 2005  | 2025           | 2025        |          |
| 28                | Italien      | André Anderson       | 23. September 1999 | 2018           | 2025        |          |
| 29                | Italien      | Manuel Lazzari       | 29. November 1993  | 2019           | 2027        |          |
| 53                | Italien      | Leonardo di Tommaso  | 13. Februar 2005   | 2022           | 2027        |          |
| 60                | Italien      | Marco Nazzaro        | 13. Februar 2005   | 2023           |             |          |
|                   | Spanien      | Cristo Muñoz         | 1. Februar 2005    | 2024           | 2027        |          |
| Stürmer           |              |                      |                    |                |             |          |
| 09                | Spanien      | Pedro                | 28. Juli 1987      | 2021           | 2025        |          |
| 11                | Argentinien  | Valentín Castellanos | 3. Oktober 1998    | 2023           | 2028        |          |
| 14                | Niederlande  | Tijjani Noslin       | 7. Juli 1999       | 2024           | 2029        |          |
| 18                | Danemark     | Gustav Isaksen       | 19. April 2001     | 2023           | 2028        |          |
| 19                | Senegal      | Boulaye Dia          | 16. November 1996  | 2024           | 2026        |          |
| 20                | Frankreich   | Loum Tchaouna        | 8. September 2003  | 2024           | 2029        |          |
| 61                | Italien      | Federico Serra       | 3. Januar 2006     | 2023           | 2026        |          |
| 64                | Spanien      | Mahamadou Baldé      | 1. Januar 2004     | 2023           | 2026        |          |

### Ehemalige Spieler (Auswahl)
- Francesco Acerbi
- Demetrio Albertini
- Luis Alberto
- Emiliano Alfaro
- Matías Almeyda
- Felipe Anderson
- Miguel Andreolo
- Milan Badelj
- Dino Baggio
- Keita Baldé
- Giuseppe Baldo
- Marco Ballotta
- Roberto Baronio
- Can Bartu
- Dušan Basta
- Bastos
- Valon Behrami
- Etrit Berisha
- Valon Berisha
- Fulvio Bernardini
- Luigi Di Biagio
- Giuseppe Biava
- Lucas Biglia
- Alberto Bigon
- Alen Bokšić
- Loro Boriçi
- Cristian Brocchi
- Martín Cáceres
- Felipe Caicedo
- Giancarlo Camolese
- Antonio Candreva
- Paolo Di Canio
- Pierluigi Casiraghi
- Domenico Caso
- Sergio Castelletti
- Luis Pedro Cavanda
- César
- José Chamot
- Giorgio Chinaglia
- Djibril Cissé
- Sérgio Conceição
- Fernando Couto
- Bernardo Corradi
- Joaquín Correa
- Roberto Cravero
- Hernán Crespo
- Cribari
- Julio Cruz
- Ousmane Dabo
- Vincenzo D’Amico
- Lorenzo De Silvestri
- Stefan de Vrij
- Gustavo Dezotti
- André Dias (Fußballspieler)
- Marco Di Vaio
- Thomas Doll
- Riza Durmisi
- Eugenio Fascetti
- Giuseppe Favalli
- Luiz Felipe
- Attilio Ferraris
- Stefano Fiore
- Valerio Fiori
- Mark Fish
- Sergio Floccari
- Mario Frustalupi
- Zeffiro Furiassi
- Diego Fuser
- Giuseppe Galderisi
- Renzo Garlaschelli
- Javier Garrido
- Paul Gascoigne
- Giuliano Giannichedda
- Bruno Giordano
- Attilio Giovannini
- Álvaro González
- Anfilogino Guarisi
- John Hansen
- Hernanes
- Thomas Hitzlsperger
- Ciro Immobile
- Simone Inzaghi
- Francesco Janich
- Luis Jiménez
- Jony
- Vladimir Jugović
- Ricardo Kishna
- Miroslav Klose
- Aleksandar Kolarov
- Abdoulay Konko
- Libor Kozák
- Darko Kovačević
- Engelbert König
- Michael Laudrup
- Cristian Ledesma
- Moritz Leitner
- Lucas Leiva
- Virgilio Felice Levratto
- Stephan Lichtsteiner
- Fabio Liverani
- Attilio Lombardo
- Claudio López
- Senad Lulić
- Jordan Lukaku
- Roberto Mancini
- Lionello Manfredonia
- Luca Marchegiani
- Rino Marchesi
- Federico Marchetti
- Alessandro Matri
- Roberto Di Matteo
- Matuzalém
- Stefano Mauri
- Gaizka Mendieta
- Siniša Mihajlović
- Sergej Milinković-Savić
- Ermes Muccinelli
- Gaby Mudingayi
- Vedat Muriqi
- Mateo Musacchio
- Fernando Muslera
- Massimo Mutarelli
- Nani
- Pavel Nedvěd
- Paolo Negro
- Alessandro Nesta
- Pedro Neto
- Davide Olivares
- Massimo Oddo
- Paul Okon
- Ogenyi Onazi
- Giuseppe Pancaro
- Goran Pandev
- Carlo Parola
- Marco Parolo
- Piero Pastore
- Angelo Peruzzi
- Felice Piccolo
- Silvio Piola
- Hélder Postiga
- Karl Aage Præst
- Igor Protti
- Ștefan Radu
- Fabrizio Ravanelli
- Luciano Re Cecconi
- Pepe Reina
- Karl-Heinz Riedle
- Tommaso Rocchi
- Rômulo
- David Rozehnal
- Marcelo Salas
- Lionel Scaloni
- Giuseppe Sculli
- Arne Selmosson
- Roberto Néstor Sensini
- Giuseppe Signori
- Diego Simeone
- Sebastiano Siviglia
- Rubén Sosa
- Jaap Stam
- Marius Stankevičius
- Dejan Stanković
- Guglielmo Stendardo
- Thomas Strakosha
- Igli Tare
- Humberto Tozzi
- Pedro Troglio
- Denis Vavro
- Juan Sebastián Verón
- Christian Vieri
- Wallace
- Giuseppe Wilson
- Mauro Zárate
- Luciano Zauri

### Spielerrekorde
Stand: Saisonende 2023/24; Fettgedruckte Spieler sind noch aktiv. Angegeben sind alle Pflichtspiele und -tore.

#### Rekordspieler

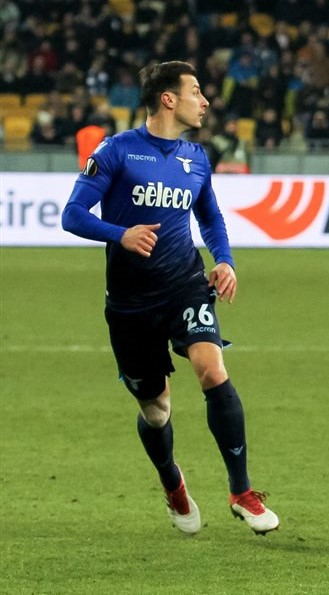
Ștefan Radu

| Einsätze | Einsätze                | Einsätze            | Einsätze | Einsätze | Einsätze    | Einsätze | Einsätze |
|          | Name                    | Zeitraum            | Liga     | Pokal    | Europapokal | Sonstige | Gesamt   |
| -------- | ----------------------- | ------------------- | -------- | -------- | ----------- | -------- | -------- |
| 01       | Ștefan Radu             | 2008–2023           | 349      | 25       | 49          | 4        | 427      |
| 02       | Giuseppe Favalli        | 1992–2004           | 298      | 46       | 57          | 1        | 401      |
| 03       | Giuseppe Wilson         | 1969–1979           | 324      | 58       | 12          | -        | 394      |
| 04       | Paolo Negro             | 1993–2005           | 246      | 47       | 63          | 2        | 376      |
| 05       | Senad Lulić             | 2011–2021           | 282      | 28       | 58          | 3        | 371      |
| 06       | Aldo Puccinelli         | 1940–1943 1945–1955 | 339      | 3        | -           | -        | 342      |
| 07       | Sergej Milinković-Savić | 2015–2023           | 267      | 23       | 49          | 2        | 341      |
| 08       | Ciro Immobile           | 2016–2024           | 270      | 23       | 44          | 3        | 340      |
| 09       | Luca Marchegiani        | 1993–2003           | 243      | 37       | 57          | 2        | 339      |
| 10       | Vincenzo D’Amico        | 1972–1980 1981–1985 | 276      | 55       | 7           | -        | 338      |

#### Rekordtorschützen

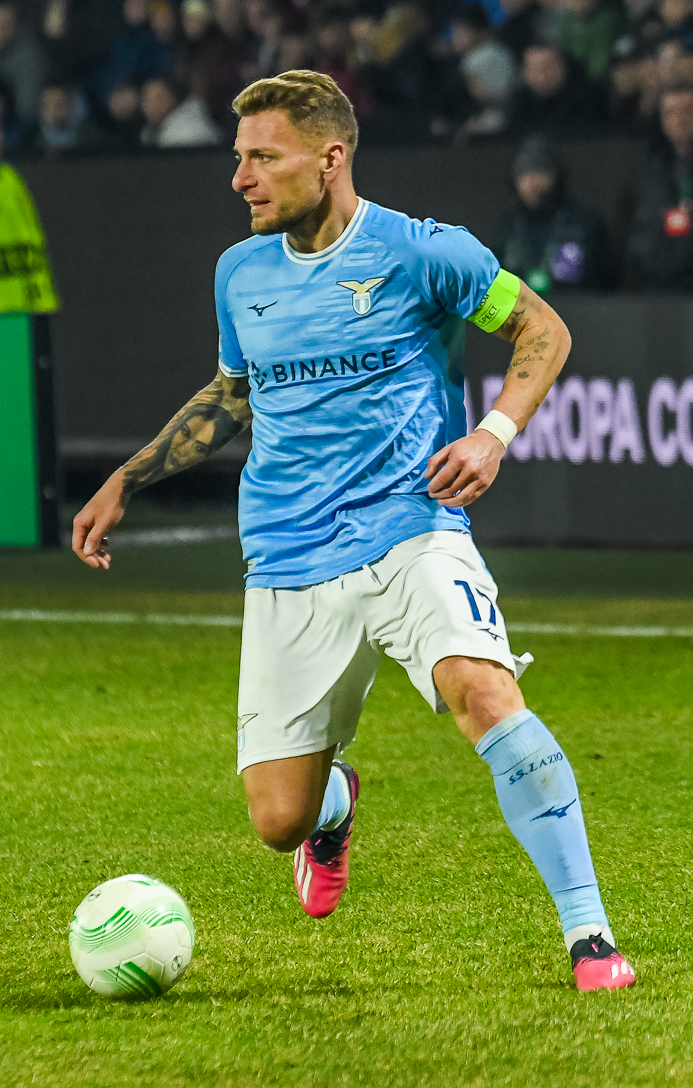
Ciro Immobile

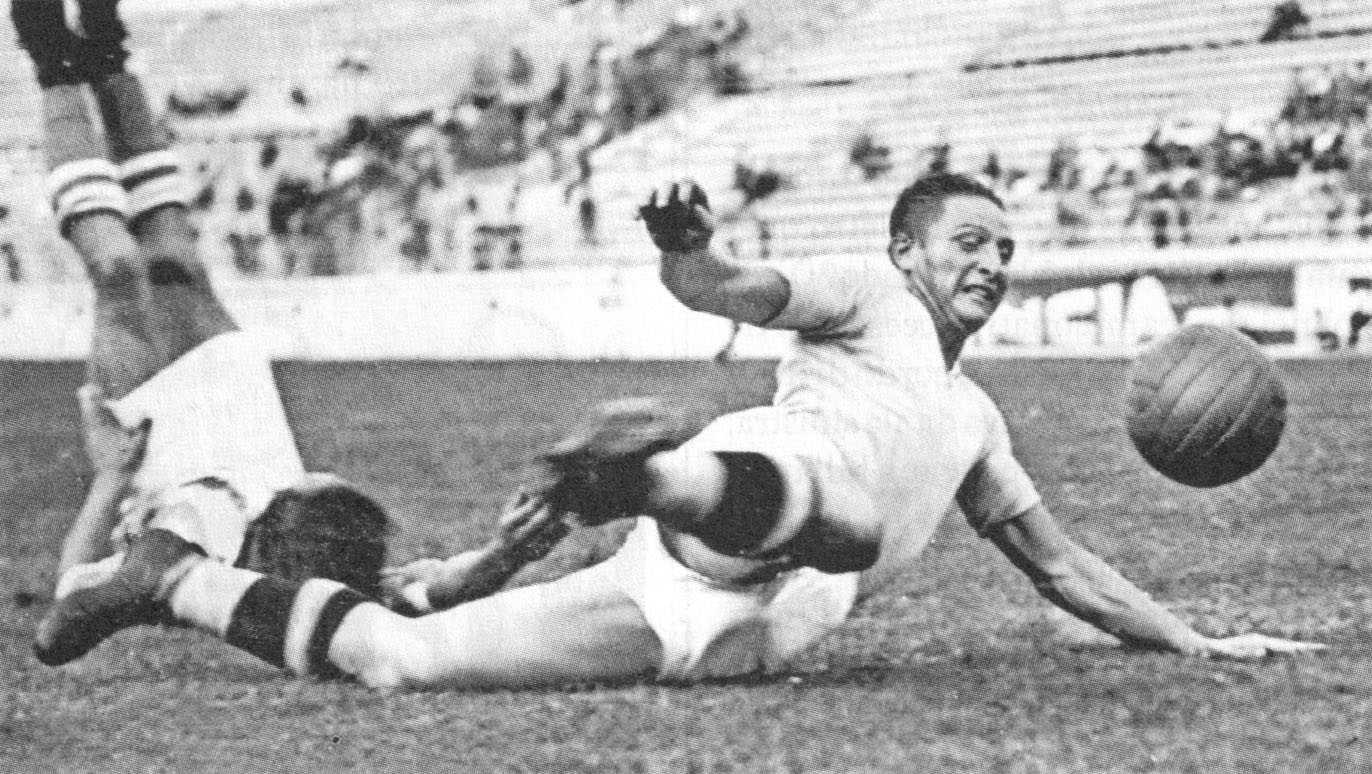
Silvio Piola

| Tore | Tore                    | Tore                | Tore | Tore  | Tore        | Tore     | Tore   |
|      | Name                    | Zeitraum            | Liga | Pokal | Europapokal | Sonstige | Gesamt |
| ---- | ----------------------- | ------------------- | ---- | ----- | ----------- | -------- | ------ |
| 01   | Ciro Immobile           | 2016–2024           | 169  | 10    | 26          | 2        | 207    |
| 02   | Silvio Piola            | 1934–1943           | 143  | 6     | 10          | -        | 159    |
| 03   | Giuseppe Signori        | 1992–1997           | 107  | 17    | 3           | -        | 127    |
| 04   | Giorgio Chinaglia       | 1969–1976           | 98   | 13    | 11          | -        | 122    |
| 05   | Bruno Giordano          | 1975–1985           | 86   | 18    | 4           | -        | 108    |
| 06   | Tommaso Rocchi          | 2004–2013           | 82   | 10    | 12          | 1        | 105    |
| 07   | Aldo Puccinelli         | 1940–1943 1945–1955 | 77   | 1     | -           | -        | 78     |
| 08   | Fulvio Bernardini       | 1919–1926           | 73   | -     | -           | -        | 73     |
| 09   | Sergej Milinković-Savić | 2015–2023           | 57   | 5     | 7           | -        | 69     |
| 10   | Dante Filippi           | 1920–1928           | 65   | -     | -           | -        | 65     |

### Individuelle Erfolge (Auswahl)

#### National
Fußballer des Jahres/Guerin d’Oro (4)
- Giuseppe Signori 1993
- Matías Almeyda 1999
- Christian Vieri 1999
- Roberto Mancini 1997

Trainer des Jahres (1)
- Sven-Göran Eriksson (2000)

Serie-A-Liga-Awards (4)
- Sergej Milinković-Savić 2018/19 (Bester Mittelfeldspieler)
- Ciro Immobile 2019/20 und 2021/22 (Bester Stürmer)
- Ivan Provedel 2022/23 (Bester Torhüter)

Spieler des Monats (4)
- Ciro Immobile (Okt. 2019)
- Sergej Milinković-Savić (Dez. 2019, Jan. 2021)
- Luis Alberto (Feb. 2020)

Trainer des Monats (1)
- Maurizio Sarri (März 2023)

Goldener Schuh der UEFA (1)
- Ciro Immobile: 36 (2019/20)

Torschützenkönig Serie A (11)
- Silvio Piola: 21 (1936/37), 21 (1942/43)
- Giorgio Chinaglia: 24 (1973/74)
- Bruno Giordano: 19 (1978/79)
- Giuseppe Signori: 26 (1992/93), 23 (1993/94), 24 (1995/96)
- Hernán Crespo: 26 (2000/01)
- Ciro Immobile: 29 (2017/18), 36 (2019/20), 27 (2021/22)

Torschützenkönig Italienischer Pokal (5)
- Humberto Tozzi: 11 (1958)
- Giuseppe Signori: 6 (1993), 6 (1998)
- Stefano Fiore: 6 (2004)
- Goran Pandev: 6 (2009)

### Trainerhistorie

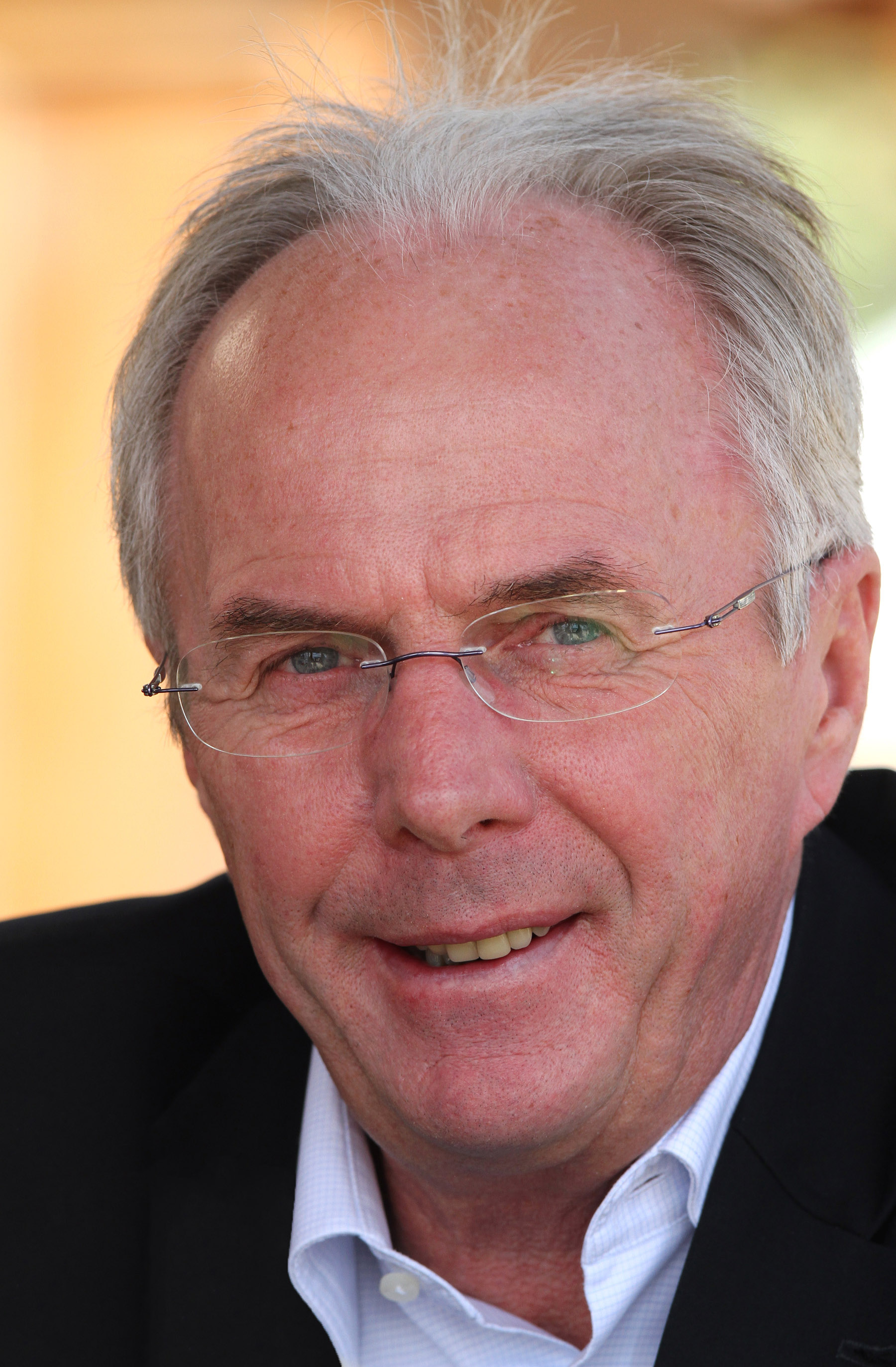
Der bis heute erfolgreichste Trainer der Vereinsgeschichte von Lazio Rom, Sven-Göran Eriksson.

| Cheftrainer | Cheftrainer                       |
| Amtszeit    | Name                              |
| ----------- | --------------------------------- |
| 1901–1902   | Bruto Seghettini                  |
| 1902–1906   | Sante Ancherani                   |
| 1906–1907   | Sante Ancherani Guido Baccani     |
| 1907–1908   | Silvio Mizzi Guido Baccani        |
| 1908–1924   | Guido Baccani                     |
| 1924–1926   | Dezső Kőszegi                     |
| 1926–1927   | Jenő Ligeti                       |
| 1927–1928   | Franz Sedlacek                    |
| 1928–1929   | Technische Kommission             |
| 1929–1930   | Pietro Piselli                    |
| 1930–1931   | Ferenc Molnár                     |
| 1931–1932   | Amílcar Barbuy                    |
| 1932–1934   | Karl Stürmer                      |
| 1934–1936   | Walter Alt                        |
| 1936–1939   | József Viola                      |
| 1939        | Luigi Allemandi Alfredo Di Franco |
| 1939–1940   | Géza Kertész                      |
| 1940–1941   | Ferenc Molnár                     |
| 1941        | Dino Canestri                     |
| 1941–1943   | Alexander Popovich                |
| 1943–1944   | Dino Canestri                     |
| 1944–1948   | Anton Cargnelli                   |
| 1948        | Orlando Tognotti                  |
| 1948–1951   | Mario Sperone                     |
| 1951–1953   | Giuseppe Bigogno                  |
| 1953        | Alfredo Notti                     |
| 1953–1954   | Mario Sperone                     |
| 1954        | Federico Allasio                  |

| Cheftrainer | Cheftrainer                     |
| Amtszeit    | Name                            |
| ----------- | ------------------------------- |
| 1954–1955   | George Raynor Roberto Copernico |
| 1955–1956   | Luigi Ferrero Roberto Copernico |
| 1956        | Luigi Ferrero Jesse Carver      |
| 1956–1957   | Jesse Carver                    |
| 1957–1958   | Milovan Ćirić                   |
| 1958        | Alfredo Monza Dino Canestri     |
| 1958–1960   | Fulvio Bernardini               |
| 1960–1961   | Enrique Flamini                 |
| 1961        | Enrique Flamini Jesse Carver    |
| 1961–1962   | Paolo Todeschini                |
| 1962        | Alfonso Ricciardi               |
| 1962        | Carlo Facchini                  |
| 1962–1964   | Juan Carlos Lorenzo             |
| 1964–1966   | Umberto Mannocci                |
| 1966–1967   | Maino Neri                      |
| 1967–1968   | Renato Gei                      |
| 1968        | Roberto Lovati                  |
| 1968–1971   | Juan Carlos Lorenzo             |
| 1971        | Roberto Lovati                  |
| 1971–1975   | Tommaso Maestrelli              |
| 1975        | Giulio Corsini                  |
| 1975–1976   | Tommaso Maestrelli              |
| 1976–1978   | Luís Vinício                    |
| 1978–1980   | Roberto Lovati                  |
| 1980–1982   | Ilario Castagner                |
| 1982–1983   | Roberto Clagluna                |

| Cheftrainer | Cheftrainer                   |
| Amtszeit    | Name                          |
| ----------- | ----------------------------- |
| 1983        | Juan Carlos Morrone           |
| 1983–1984   | Paolo Carosi                  |
| 1984–1985   | Juan Carlos Lorenzo           |
| 1985        | Giancarlo Oddi Roberto Lovati |
| 1985–1986   | Luigi Simoni                  |
| 1986–1988   | Eugenio Fascetti              |
| 1988–1990   | Giuseppe Materazzi            |
| 1990–1994   | Dino Zoff                     |
| 1994–1997   | Zdeněk Zeman                  |
| 1997        | Dino Zoff                     |
| 1997–2001   | Sven-Göran Eriksson           |
| 2001        | Dino Zoff                     |
| 2001–2002   | Alberto Zaccheroni            |
| 2002–2004   | Roberto Mancini               |
| 2004        | Domenico Caso                 |
| 2004–2005   | Giuseppe Papadopulo           |
| 2005–2009   | Delio Rossi                   |
| 2009–2010   | Davide Ballardini             |
| 2010–2012   | Edoardo Reja                  |
| 2012–2013   | Vladimir Petković             |
| 2014        | Edoardo Reja                  |
| 2014–2016   | Stefano Pioli                 |
| 2016–2021   | Simone Inzaghi                |
| 2021–2024   | Maurizio Sarri                |
| 2024        | Igor Tudor                    |
| 2024–2025   | Marco Baroni                  |
| 2025–       | Maurizio Sarri                |

### Präsidentenhistorie

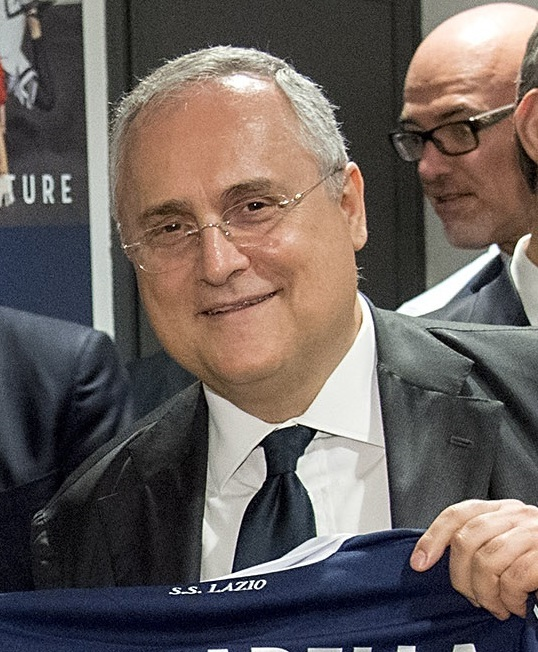
Claudio Lotito

| Präsidenten | Präsidenten         |
| Amtszeit    | Name                |
| ----------- | ------------------- |
| 1901–1904   | Giuseppe Pedercini  |
| 1904–1922   | Fortunato Ballerini |
| 1922–1923   | Enrico Giammei      |
| 1924–1925   | Giorgio Guglielmi   |
| 1925–1926   | Gerardo Branca      |
| 1926–1927   | Riccardo Barisonzo  |
| 1927–1929   | Nicolò Maraini      |
| 1929–1932   | Remo Zenobi         |
| 1932        | Alfredo Palmieri    |
| 1932–1933   | Remo Zenobi         |
| 1933–1936   | Eugenio Gualdi      |
| 1936–1938   | Erberto Vaselli     |
| 1938        | Olindo Bitetti      |
| 1938–1939   | Remo Zenobi         |
| 1939–1941   | Andrea Ercoli       |
| 1941–1944   | Giovanni Minotto    |

| Präsidenten | Präsidenten          |
| Amtszeit    | Name                 |
| ----------- | -------------------- |
| 1944–1945   | Andrea Ercoli        |
| 1945        | Arnaldo Coni         |
| 1945–1948   | Andrea Ercoli        |
| 1948        | Renato Bornigia      |
| 1948        | Giuseppe Rivola      |
| 1948–1949   | Giovanni Mazzitelli  |
| 1949–1953   | Remo Zenobi          |
| 1953        | Antonio Annunziata   |
| 1953–1956   | Costantino Tessarolo |
| 1956–1960   | Leonardo Siliato     |
| 1960        | Andrea Ercoli        |
| 1960–1961   | Costantino Tessarolo |
| 1961–1962   | Massimo Giovannini   |
| 1962–1963   | Ernesto Brivio       |
| 1963–1964   | Angelo Miceli        |
| 1964–1965   | Giorgio Vaccaro      |

| Präsidenten | Präsidenten          |
| Amtszeit    | Name                 |
| ----------- | -------------------- |
| 1965        | Gian Chiarion Casoni |
| 1965–1980   | Umberto Lenzini      |
| 1980–1981   | Aldo Lenzini         |
| 1981–1983   | Gian Chiarion Casoni |
| 1983–1986   | Giorgio Chinaglia    |
| 1986        | Franco Chimenti      |
| 1986–1992   | Gianmarco Calleri    |
| 1992–1994   | Sergio Cragnotti     |
| 1994–1998   | Dino Zoff            |
| 1998–2003   | Sergio Cragnotti     |
| 2003–2004   | Ugo Longo            |
| 2004–       | Claudio Lotito       |

## Hockey
Lazios Hockeymannschaft der Herren gewann in der Saison 2004/05 die italienische Meisterschaft auf dem Feld, sowie 1991, 1996, 2001 und 2006 den italienischen Pokal.